# Ford Cologne V6
Ford Cologne V6 — серия шестицилиндровых бензиновых двигателей внутреннего сгорания объёмом 1,8—4,0 литра (1812—4009 см3), выпускавшихся компанией Ford Motor Company с 1962 по 2011 год.

## 1.8
- Объём: 1812 см3[4][5]
- Диаметр цилиндра: 80 мм
- Ход поршня: 60,14 мм
- Мощность: 60 кВт (81 л. с.)
- Крутящий момент: 135 Н⋅м
- Годы производства: 1968—1971

## 2.0
- Объём: 1998 см3
- Диаметр цилиндра: 84 мм
- Ход поршня: 60,14 мм
- Мощность: 63 кВт (84 л. с.)
- Крутящий момент: 151—158 Н⋅м
- Годы производства: 1964—1985

## 2.3
- Объём: 2293 см3
- Диаметр цилиндра: 90 мм
- Ход поршня: 60,14 мм
- Мощность: 79—84 кВт (107—112 л. с.)
- Крутящий момент: 176—187 Н⋅м
- Годы производства: 1967—1985

## 2.4
- Объём: 2394 см3
- Диаметр цилиндра: 84 мм
- Ход поршня: 72 мм
- Мощность: 92 кВт (123 л. с.) при 5800 об/мин
- Крутящий момент: 184 Н⋅м при 3500 об/мин
- Годы производства: 1962—1998

## 2.6
- Объём: 2550 см3
- Диаметр цилиндра: 90 мм
- Ход поршня: 66,8 мм
- Мощность: 92 кВт (123 л. с.)
- Крутящий момент: 205 Н⋅м
- Годы производства: 1969—1977

## 2.6 RS
- Объём: 2637 см3
- Диаметр цилиндра: 90 мм
- Ход поршня: 69 мм
- Мощность: 110 кВт (148 л. с.)
- Крутящий момент: 219,5 Н⋅м
- Годы производства: 1970—1973

## 2.8
- Объём: 2792 см3
- Диаметр цилиндра: 93,03 мм
- Ход поршня: 68,5 мм
- Мощность: 97—118 кВт (130—158 л. с.)
- Годы производства: 1974—2011

## 2.9
- Объём: 2935 см3
- Диаметр цилиндра: 93 мм
- Ход поршня: 72 мм
- Мощность: 104—119 кВт (140— 160 л. с.) при 4600 об/мин
- Крутящий момент: 230 Н⋅м при 2600 об/мин
- Годы производства: 1986—2011

- Ford Cologne V6 2.9
- Вид сверху

### 2.9 Cosworth
- Мощность: 143—157 кВт (192—210 л. с.)
- Крутящий момент: 275 Н⋅м при 4500 об/мин
- Годы производства: 1991—2011

- 2.9 Cosworth на 1986 Bronco II
- Cologne V6 24v BOA

## 4.0
- Объём: 3958—4009 см3[6][7]
- Диаметр цилиндра: 100 мм
- Ход поршня: 84 мм
- Мощность: 119—157 кВт (160—210 л. с.)
- Крутящий момент: 305—344 Н⋅м
- Годы производства: 1990—2011